# Torroella de Fluvià (kommun)
Torroella de Fluvià är en kommun i Spanien.   Den ligger i provinsen Província de Girona och regionen Katalonien, i den östra delen av landet, 600 km öster om huvudstaden Madrid. Antalet invånare är 704. Arean är 17,0 kvadratkilometer. Torroella de Fluvià gränsar till Sant Pere Pescador, Ventalló, Sant Miquel de Fluvià, Palau de Santa Eulàlia, Siurana, Riumors och Vilamacolum. 
Terrängen i Torroella de Fluvià är platt.